# B*-дерево
B*-дерево — разновидность B-дерева, в которой каждый узел дерева заполнен не менее чем на ⅔ (в отличие от B-дерева, где этот показатель составляет 1/2).
B*-деревья предложили Рудольф Байер и Эдвард МакКрейт, изучавшие проблему компактности B-деревьев. B*-дерево относительно компактнее, так как каждый узел используется полнее. В остальном же этот вид деревьев не отличается от простого B-дерева.
Для выполнения требования «заполненность узла не менее 2/3», приходится отказываться от простой процедуры разделения переполненного узла. Вместо этого происходит «переливание» в соседний узел. Если же и соседний узел заполнен, то ключи приблизительно поровну разделяются на 3 новых узла.
B+-дерево, удовлетворяющее таким требованиям, называется B*+-деревом.